# Mompha divisella
Mompha divisella ist ein Schmetterling (Nachtfalter) aus der Familie der Fransenmotten (Momphidae).

## Merkmale
Die Falter erreichen eine Flügelspannweite von 10 bis 13 Millimeter. Der Kopf ist weißlich gelb und kräftig hellbraun überhaucht. Der Thorax ist hellbraun. Die Vorderflügel sind dunkel graubraun und weißlich marmoriert. Eine schräg nach innen zeigende weiße Binde befindet sich bei 3/4 der Vorderflügellänge. Diese Binde ist oft in der Mitte verengt, beidseits befinden sich hellbraune Bänder. Das innere Band ist größer und unregelmäßiger. Kleine Büschel mit leicht abstehenden bräunlichen Schuppen befinden sich bei 1/4, 1/2 und 3/4 am Flügelinnenrand. Die Basis des Vorderflügelinnenrandes ist ockerfarben, die erste Hälfte des Vorderflügelinnenrandes ist weiß. Die Hinterflügel glänzen grau. Bei den Weibchen ist die weiße Binde breiter und das achte Abdominalsegment ist ventral graubraun.
Bei den Männchen ist der Cucullus schlank, leicht gebogen und hat eine abgerundete und leicht verbreiterte Spitze. Der Sacculus verjüngt sich zu einem langen apikalen Fortsatz. Er ist nur leicht gebogen, endet stumpf und reicht über den Cucullus hinaus. Die Anellus-Lappen sind klein und keulenförmig. Der Aedeagus besitzt drei gleich lange Cornuti. Der linke ist kräftig, hakenförmig und mit winzigen Nadeln versehen. Der mittlere ist gabelförmig. Der rechte ist schlank, läuft spitz zu und hat distal einen kleinen Haken.
Bei den Weibchen ist das achte Tergit doppelt so breit wie lang. Der hintere Abschnitt ist nicht sklerotisiert und U-förmig. Der Sinus vaginalis ist trichterförmig und ebenso breit oder etwas breiter als der geweitete Teil des Ductus bursae. Der erste Teil des Ductus seminalis ist klein und oval und mündet in den hinteren Teil des Ductus bursae.

### Ähnliche Arten
Ähnliche Arten sind Mompha subdivisella, Mompha bradleyi und Mompha confusella. Die Unterscheidungsmerkmale werden in den jeweiligen Artartikeln beschrieben.

## Verbreitung
Mompha divisella ist in Europa bis in den Süden Skandinaviens beheimatet. Im Osten reicht das Verbreitungsgebiet bis in den Kaukasus und nach Zentralasien.

## Biologie
Die Raupen entwickeln sich an verschiedenen Weidenröschenarten wie Berg-Weidenröschen (Epilobium montanum), Sumpf-Weidenröschen (Epilobium palustre), Lanzett-Weidenröschen (Epilobium lanceolatum) und Kleinblütigem Weidenröschen (Epilobium parviflorum). In Finnland findet man die Raupen auch an dem ursprünglich in Nordamerika heimischen Drüsigem Weidenröschen (Epilobium adenocaulon). Nachweise an Epilobium alpinum und Chamaenerion angustifolium werden angezweifelt und bedürfen einer Bestätigung. Die Raupen leben von Juni bis Juli im Stängel in der Nähe der Blattbasis. Infolge der Fraßtätigkeit entsteht am Stängel an der Basis der Blattstiele eine Pflanzengalle. Oberhalb der Pflanzengalle kommt es häufig zu starken Verzweigungen. Die Raupen verpuppen sich innerhalb der Galle in einem weißen Kokon. Die Falter schlüpfen im August, überwintern, und können im folgenden Jahr wieder im Mai angetroffen werden. An warmen Wintertagen kann man die Falter auch im Dezember und Januar finden.